# Muroia
Muroia är ett släkte av svampar. Muroia ingår i familjen Lophiostomataceae, ordningen Pleosporales, klassen Dothideomycetes, divisionen sporsäcksvampar och riket svampar.
|        | Lophiostoma                        |
|        |                                    |
|        | Entodesmium                        |
|        |                                    |
|        | Lophiotrema                        |
|        |                                    |
|        | Platystomum                        |
|        |                                    |
|        | Quintaria                          |
|        |                                    |
|        | Trichometasphaeria                 |
|        |                                    |
|        | Byssolophis                        |
|        |                                    |
|        | Lophionema                         |
|        |                                    |
|        | Acrocalymma                        |
|        |                                    |
|        | Cilioplea                          |
|        |                                    |
|        | Ascocratera                        |
|        |                                    |
|        | Lophiosphaera                      |
|        |                                    |
| Muroia | \| \| Muroia nipponica \| \| \| \| |
|        | \| \| Muroia nipponica \| \| \| \| |
|        | Vaginatispora                      |
|        |                                    |
|        | Misturatosphaeria                  |
|        |                                    |
|        | Muroia nipponica                   |
|        |                                    |

|  | Muroia nipponica |
|  |                  |